# Amputacija Hrvatske
Amputacija Hrvatske, velikosrpska politička ideja čiji je cilj bio izdvajanje dijela Hrvatske, kao samostalne države, iz sastava Kraljevine SHS te zadržavanja većeg dijela hrvatskih zemalja (Dalmacija, Slavonija i dio središnje Hrvatske) u okviru preuređene Velike Srbije.
Plan je sadržavao različite zemljovide, uključujući i zloglasnu liniju Virovitica-Karlovac-Ogulin-Karlobag, a rezultat je trebao biti razgraničenje između Velike Srbije i okrnjene (amputirane) Hrvatske.
Prva najava takvog političkog plana javila se u srpskim političkim krugovima 1923. godine, nakon pobjede Hrvatske republikanske seljačke stranke (HRSS) na skupštinskim izborima, a aktualiziran je nakon atentata na Stjepana Radića i hrvatske narodne zastupnike u Skupštini Kraljevine SHS 1928. godine.
Prvi službeni spomen o "amputaciji Hrvatske" bila je izjava kralja Aleksandra Karađorđevića 7. i 9. srpnja 1928. godine. Prema srpskom prijedlogu, linija razgraničenja trebala je ići smjerom Barč–Virovitica–Daruvar–Pakrac–Novska–Dubica–Bosanski Novi te uz Unu na Knin i Šibenik. Taj nacrt odbili su i novi predsjednik HSS-a Vladko Maček, kao i predstavnik Srba u Hrvatskoj, Svetozar Pribićević.
Nakon uvođenja Šestosiječanjske diktature, pitanje amputacije Hrvatske nije više bilo aktualizirano sve do raspada SFRJ 1990./91. godine, kada su srpske vojne i paravojne formacije, potpomognute političarima iz Republike Srbije, pokušale okupacijom hrvatskog teritorija ostvariti zamišljene granice Velike Srbije.

## Vanjske poveznice
- Amputacija Hrvatske Hrvatska enciklopedija
- Amputacija Hrvatske Proleksis enciklopedija